# Fridolin Keidel

Fridolin Keidel

Fridolin Keidel (* 27. Dezember 1882 in Augsburg; † 26. Juni 1960) war ein Flugpionier.

## Leben
Ab 1906 arbeitete er als Luftschiffmonteur und Maschinist bei der Motorluftschiff-Studiengesellschaft mbH. Ab September 1909 arbeitete er als Kraftfahrer für die Brüder Wright, die ihm eine kostenlose Flugzeugführerausbildung anboten. Nachdem er am 27. April 1910 auf dem Flugplatz Johannisthal auf einem Wright-Zweidecker die Flugerlaubnis Nr. 5 erworben hatte, wurde er bei Wright als Fluglehrer übernommen. Zu seinen Schülern zählten Robert Thelen, Melli Beese und Käthe Paulus.